# Alfred Burke
Pour les articles homonymes, voir Burke.
Alfred Burke est un acteur britannique de cinéma et de télévision né à Peckham en Londres le 28 février 1918 et mort à Barnes dans cette même ville le 16 février 2011.

## Biographie
Il est né à Peckham à Londres, il est le fils de Sarah Ann O'Leary et de William Burke. Il fit ses études à la Leo Street Boy's School puis à la Waltham Central School. Il commence à travailler à l'âge de 14 ans dans les chemins de fer. Après divers petits boulots, il rejoint une troupe de théâtre amateur. Il se marie avec Barbara Bonelle dont il aura quatre enfants, deux couples de jumeaux, Jacob et Harriet, puis Kelly et Louisa.

## Carrière
Il commença par se faire connaître à travers quelques rôles à la télévision. Son rôle le plus célèbre est celui de l'agent Frank Marker dans la série britannique Public Eye (en) publiée de 1965 à 1975. Il eut ensuite de nombreux rôles à la télévision. Au cinéma, il est également apparu dans de nombreux grands films, le dernier étant Harry Potter et la Chambre des Secrets en 2002 où il interprète le rôle d'Armando Dippet, le prédécesseur de Dumbledore à la tête de Poudlard.

## Mort
Il décède en 2011 d'une infection du cœur à l'âge de 92 ans, son corps est incinéré au Golders Green Crematorium.

## Filmographie

### Cinéma
- 1957 : Police internationale (Interpol) de John Gilling
- 1957 : Commando sur le Yang-Tsé (Yangste Incident) de Michael Anderson
- 1957 : La Cousine d'Amérique (Let's Be Happy) de Henry Levin
- 1957 : Amère Victoire (Bitter Victory) de Nicholas Ray
- 1957 : Pilotes de haut-vol (High Flight) de John Gilling
- 1958 : L'habit fait le moine (Law and Disorder) de Charles Crichton
- 1958 : The Man Upstairs de Don Chaffey
- 1959 : Opération Amsterdam (Operation Amsterdam) de Michael McCarthy
- 1959 : Model for Murder (en) de Terry Bishop (en)
- 1960 : Moment of Danger (en) de László Benedek
- 1960 : Le Silence de la colère (The Angry Silence) de Guy Green
- 1960 : Les Procès d'Oscar Wilde (The Trials of Oscar Wilde) de Ken Hughes
- 1960 : Dead Lucky (en) de Montgomery Tully
- 1962 : The Pot Carriers (en) de Peter Graham Scott
- 1962 : Ma douce tigresse (Crooks Anonymous) de Ken Annakin
- 1962 : Le Limier de Scotland Yard (On the Beat) de Robert Asher
- 1964 : Les Enfants des damnés (Children of the Damned) de Anton M. Leader
- 1965 : Confession à un cadavre (The Nanny) de Seth Holt
- 1965 : Night Caller from Outer Space (en) de John Gilling
- 1969 : Guns in the Heather (en) de Robert Butler
- 1970 : One Day in the Life of Ivan Denisovich de Caspar Wrede (en)
- 2002 : Harry Potter et la Chambre des secrets (Harry Potter and the Chamber of Secrets) de Chris Columbus

### Télévision
- 1963 : On the Knocker (comédie)
- 1963 : Le Saint : Le Saint en vedette (saison 2 épisode 2) : Groom, le réalisateur
- 1964 : Le Saint : On a trouvé du pétrole (saison 2 épisode 16) : Harry Shannet
- 1965 : Chapeau Melon et Bottes de Cuir (the Avengers), série TV: épisode Maille à partir avec les taties
- 1965-1975 : Public Eye (en) (série TV) de Roger Marshall et Anthony Marriott
- 1978-1980 : Enemy at the Door (en) (série TV) de James Andrew Hall